# Marzenie Brenta
Marzenie Brenta (ang. Brent's Dream) – włoski film animowany z 2011 roku, wyprodukowany przez RAI.
W Polsce premiera filmu miała miejsce 6 kwietnia 2013 roku na kanale teleTOON+.

## Opis fabuły
Film opowiada historię czternastoletniego chłopaka – Brenta, który uwielbia sport, rywalizację i stara się być najlepszym w tym, co robi. Prawie nigdy nie rozstaje się z deskorolką i BMX-em. Wolną chwilę spędza w skateparku, ćwicząc akrobacje i tricki. Pewnego dnia Brent ulega poważnemu wypadkowi, w wyniku czego traci obie nogi. Siła charakteru, determinacja i upór pomagają mu przezwyciężyć niepełnosprawność. Przy wsparciu przyjaciół stara się pokonać chorobę i wrócić do sportu.

## Wersja polska
Opracowanie i udźwiękowienie wersji polskiej: na zlecenie teleTOON+ – Studio Sonica

Reżyseria: Leszek Zduń

Dialogi polskie: Joanna Kuryłko

Dźwięk i montaż: Maciej Sapiński

Organizacja produkcji: Agnieszka Kudelska

Wystąpili:
- Mateusz Narloch – Brent Winters
- Waldemar Barwiński – Dave Cooper
- Izabella Bukowska-Chądzyńska – pani Winters
- Jakub Szydłowski – Pan Winters

oraz:
- Krzysztof Plewako-Szczerbiński
- Michał Głowacki
- Grzegorz Drojewski
- Dorota Furtak
- Janusz Wituch
- Joanna Pach-Żbikowska – Giusy Versace
- Leszek Zduń
- Agnieszka Kudelska – Patty

i inni
Lektor: Zbigniew Dziduch